# ルイ2世 (ブルボン公)
ルイ2世（Louis II, 1337年2月4日 - 1410年8月10日）は、第3代ブルボン公（在位：1356年 - 1410年）。ヴァロワ朝における百年戦争期のブルボン家の人物。ブルボン公ピエール1世とヴァロワ伯シャルルの娘でフランス王フィリップ6世の異母妹であるイザベル・ド・ヴァロワの長男。

## 生涯
ルイ2世は精神的に不安定であったと伝えられている。祖父ルイ1世、父ピエール1世、妹であるフランス王シャルル5世妃ジャンヌなどの血族にも、程度の差はあれ精神障害が見られ、これは遺伝性のものであったと考えられている。
1356年、父がポワティエの戦いで戦死したため、ブルボン公を継承した。しかし1360年にイングランド軍に捕らえられ、1366年まで6年間捕虜になっていて、領土がイングランドに侵略されていたため、解放後は領内の貴族と協力してイングランド軍の排除に取り掛かり、同時にフランスの人事権を掌握し近隣の貴族や有能な人材を抜擢して王国やブルボン公領の重要な地位に付け、中央政府に勢力を伸ばしていった。領土拡大も図り軍事行動も盛んに行い、1371年にフォレ女伯アンヌと結婚し1374年にフォレを併合、翌1375年には義弟シャルル5世の命令でベリー公ジャン1世（シャルル5世の弟）と共にイングランドから領土回復のためブルボン公領の南隣のオーヴェルニュへ遠征、1382年にフランドルの都市反乱の鎮圧へ向かいローゼベーケの戦いに参戦、1385年にギュイエンヌ遠征、1390年には十字軍を掲げチュニジアまで渡っている（マーディア十字軍）。
1380年に甥シャルル6世が若くして即位すると、叔父であるアンジュー公ルイ1世、ベリー公、ブルゴーニュ公フィリップ2世（豪胆公）ら3兄弟と共に摂政の1人となった。摂政としての活動は上記の遠征の他は遠征費用の課税、マルムゼと呼ばれた王国中枢の官僚を追放したことが挙げられる。1388年にシャルル6世が親政を始めると国政から遠ざけられるが、1392年にシャルル6世が発狂して統治不能になると復帰、ベリー公と並ぶ穏健派として豪胆公とオルレアン公ルイ（シャルル6世の弟）の対立を抑えていた。
ベリー公とは政略結婚を通して親密になり、1400年にルイ2世の息子クレルモン伯ジャン（後のブルボン公ジャン1世）とベリー公の娘マリーが結婚、この時交わされた契約で息子のいないベリー公の領土のうちオーヴェルニュとモンパンシエがジャンとマリー夫妻に継承されることが決められた。同年にボージュー卿エドゥアール2世が死去、遺領でブルボン公領の東にあるボジョレーは遺言でルイ2世へ譲られ、領土は南と東に拡大したが代償も大きく、ボージュー卿の膨大な借金返済と周辺諸国との関係改善に追われ、ベリー公とは所領譲渡と引き換えにブルボン家に子孫が途絶えた場合に王国へ領土を全て返上すると約束、男系が絶えたら追加領土を含むブルボン公領を失うリスクも背負うことになった。
中央政界で豪胆公とオルレアン公の和解を取り持ったが効果が上がらず、1404年に豪胆公の後を継いだジャン1世（無怖公）とオルレアン公との対立が激しくなり、1407年にオルレアン公が無怖公の刺客に暗殺されると厳罰を要求したが、無怖公の軍事力を背景にした威圧で政府が妥協すると和睦に傾き、1409年にオルレアン公の遺児シャルルと無怖公を和睦させた。同年にヴィシーへ隠居、翌1410年に73歳で死去。ブルボン公位はジャンが継いだが、ベリー公やオルレアン公らと共にアルマニャック派を形成、無怖公らブルゴーニュ派と武力衝突を引き起こしフランスは内乱に突入していった。

## 子女
妻アンヌとの間に2男2女をもうけた。
- カトリーヌ（1378年 - ?） - 夭逝
- ジャン1世（1381年 - 1434年） - ブルボン公
- イザベル（1384年 - 1451年以降）
- ルイ（1388年 - 1404年） - ボジョレー領主